# Artère malléolaire antéro-latérale
L'artère malléolaire antéro-latérale (ou artère malléolaire externe) est une artère du membre inférieur située au niveau de la cheville.

## Origine
L'artère malléolaire antéro-latérale est une branche latérale de l'artère tibiale antérieure. Elle nait au-dessus de l'interligne de l'articulation talo-crurale.

## Trajet
L'artère malléolaire antéro-latérale passe sous les tendons des muscles long extenseur des orteils et troisième fibulaire.
Elle vascularise la face latérale de la cheville par des rameaux cutanés, les articulations tibio-fibulaire distale et talo-crurale par ses rameaux articulaires et la face latérale du calcanéus par ses rameaux osseux.
Elle forme des anastomoses avec le rameau perforant de l'artère fibulaire, l'artère tarsienne latérale et l'artère plantaire latérale et contribue au réseau malléolaire latéral.